# María Sánchez (football)
Pour les articles homonymes, voir Sánchez.
Ne pas confondre avec Maria Sanchez, joueuse de tennis et María Sánchez Arbós, enseignante.
María Sánchez, née le 20 février 1996 à Nampa, est une footballeuse internationale mexicaine évoluant au poste de milieu de terrain au Wave de San Diego.

## Biographie

### En club
En 2019, María Sánchez est draftée en 15e position par les Chicago Red Stars, avec lesquelles elle dispute 9 matches. Elle quitte ensuite la NWSL pour la Liga MX où elle rejoint le CD Guadalajara. Après 21 matches et 5 buts avec les Chivas, elle est recrutée par les Tigres de la UANL, avec qui elle remporte le tournoi de clôture 2021, puis atteint la finale du tournoi d'ouverture 2021. Entretemps, elle effectue un prêt au Houston Dash en juin 2021, lors duquel elle marque son premier but en NWSL. En 2022, elle est transférée dans la franchise texane.

### En sélection
Avec l'équipe du Mexique des moins de 20 ans, elle participe à la Coupe du monde des moins de 20 ans en 2016. Lors de ce mondial junior organisé en Papouasie-Nouvelle-Guinée, elle joue quatre matchs. Elle se met en évidence en inscrivant un but lors du quart de finale perdu face aux États-Unis.
Avec l'équipe du Mexique A, elle participe à la Coupe du monde 2015 qui se déroule en Allemagne. Lors de ce mondial, elle ne joue qu'une seule rencontre, face à l'Angleterre.
Elle participe également au championnat féminin de la CONCACAF en 2018.